# Зорджін
Зорджін (перс. زرجين) — село в Ірані, у дегестані Базарджан, у Центральному бахші, шагрестані Тафреш остану Марказі. За даними перепису 2006 року, його населення становило 231 особу, що проживали у складі 83 сімей.

## Клімат
Середня річна температура становить 12,33 °C, середня максимальна – 30,95 °C, а середня мінімальна – -8,63 °C. Середня річна кількість опадів – 249 мм.
| Клімат поселення                              | Клімат поселення | Клімат поселення | Клімат поселення | Клімат поселення | Клімат поселення | Клімат поселення | Клімат поселення | Клімат поселення | Клімат поселення | Клімат поселення | Клімат поселення | Клімат поселення | Клімат поселення |
| Показник                                      | Січ.             | Лют.             | Бер.             | Квіт.            | Трав.            | Черв.            | Лип.             | Серп.            | Вер.             | Жовт.            | Лист.            | Груд.            |                  |
| Середній максимум, °C                         | 6,64             | 7,78             | 12,69            | 19,20            | 23,72            | 29,42            | 30,95            | 30,32            | 25,91            | 20,11            | 13,50            | 7,52             |                  |
| Середня температура, °C                       | −0,99            | 0,15             | 5,06             | 11,57            | 16,10            | 21,78            | 25,29            | 24,65            | 20,25            | 14,45            | 7,82             | 1,88             |                  |
| Середній мінімум, °C                          | −8,63            | −7,49            | −2,57            | 3,92             | 8,46             | 14,15            | 19,64            | 18,98            | 14,58            | 8,79             | 2,18             | −3,79            |                  |
| Норма опадів, мм                              | 35               | 34               | 46               | 35               | 29               | 4                | 1                | 1                | 0                | 10               | 21               | 33               |                  |
| Середньомісячна швидкість вітру, м/с          | 1.95             | 2.30             | 3.07             | 3.12             | 2.64             | 2.51             | 2.67             | 2.39             | 2.17             | 2.19             | 1.90             | 1.46             |                  |
| Середньомісячна сонячна радіація, кДж/м²·день | 8776             | 11846            | 14512            | 18076            | 22136            | 26633            | 26056            | 23844            | 20486            | 14986            | 10808            | 8729             |                  |
| --------------------------------------------- | ---------------- | ---------------- | ---------------- | ---------------- | ---------------- | ---------------- | ---------------- | ---------------- | ---------------- | ---------------- | ---------------- | ---------------- | ---------------- |
| Джерело:                                      |                  |                  |                  |                  |                  |                  |                  |                  |                  |                  |                  |                  |                  |